# Суслова, Пелагея Фёдоровна
Пелагея Фёдоровна Суслова (1894—?) — доярка, Герой Социалистического Труда (1949).

## Биография
Пелагея Фёдоровна Суслова родилась в 1894 году в деревне Гридино (ныне — Костромской район Костромской области). Трудовую деятельность начала батрачкой в возрасте десяти лет. После создания совхоза «Караваево» работала в нём дояркой.
В конце 1930-х годов в совхозе была выведена Костромская порода коров. Благодаря большой работе, проведённой совхозными доярками, в том числе Сусловой, были значительно увеличены надои молока. В 1948 году от каждой из восьми закреплённых за ней коров она получила в среднем по 6158 килограммов молока. Одна из коров Сусловой — Опытница — за двадцать лет дала 116765 килограммов молока, что в являлось мировым рекордом по надоям и долгожительству для коровы.
Указом Президиума Верховного Совета СССР от 12 июля 1949 года за «получение высокой продуктивности животноводства в 1948 году» Пелагея Фёдоровна Суслова была удостоена высокого звания Героя Социалистического Труда с вручением ордена Ленина и медали «Серп и Молот».
Была награждена двумя орденами Ленина, орденом Трудового Красного Знамени и рядом медалей.